# Gain (Sängerin)
Gain (가인) (eigentlich Son Ga-in, * 20. September 1987) ist eine südkoreanische Sängerin, Schauspielerin und Entertainer. Sie wurde bekannt als Mitglied der K-Pop Girlgroup Brown Eyed Girls und durch ihre Auftritte mit Jo Kwon von 2AM in den TV-Shows We Got Married und All My Love.

## Musikalische Karriere

### Brown Eyed Girls
Son Ga-in wurde von den Mitgliedern der bereits bestehenden Band bemerkt, nachdem sie aus der populären Reality Show Let’s Coke Play! Battle Shinhwa! ausschied. Nach Gains Erzählungen brach sie weinend in ihrem Badezimmer zusammen als von der Band eingeladen wurde bei ihnen vorzusingen. Die vier Mitglieder präsentierten einige kleine Shows unter dem Namen „Crescendo“ bevor sie als Brown Eyed Girls zum ersten Mal 2006 öffentlich auftraten.

### 4Tomorrow
Im Oktober 2009 arbeitete Gain im Dream Team Projekt von Samsung, genannt 4Tomorrow, zusammen mit KARAs Han Seung-yeon, After Schools UEE and 4Minutes Hyuna. Jede von ihnen war von einer erfolgreichen K-Pop-Gruppe der damaligen Zeit. Gemeinsam traten sie als fiktive Girlgroup für Samsungs Anycall mit einer CF/MV names „Tomorrow“ auf. Obwohl die Gruppe nur zwei Monate zusammen war, veröffentlichte sie sechs Werke.

### Solokarriere
2006 veröffentlichte Gain die Single Must Have Love mit SG Wannabes Leadsänger Kim Yong-jun.
Am 8. Januar 2010 startete sie ihre Solokarriere mit 'Irreversible', dem vorab veröffentlichten Titelsong ihres im Oktober 2010 veröffentlichten Albums Step 2/4.
Sie brachte auch die Single „We Fell in Love“ (우리 사랑하게 됐어요), gemeinsam mit Jo Kwon heraus.
Nach den Promotions des vierten Album der Brown Eyed Girls wurde bekannt, dass Gain einen Vertrag mit Loen Entertainment unterschrieben hatte, welche ihre zukünftige Solomusik und Schauspielkarriere managen sollten. Laut einem Angestellten der Loen Entertainment möchte sie ihre Gruppentätigkeit unter ihrem momentanen Label Nega Network, einem Partner Label von Loen, fortsetzen. Er bestätigte damit das Loen ausschließlich für ihre Solokarriere zuständig ist.
Um Mitternacht am 22. April 2012 KST brachte JYP und Gain das Duett „Someone Else“ heraus. Dies war der erste Song JYPs seit zwei Jahren.
Am 5. Oktober 2012 präsentierte Gain ihr zweites Album Talk about S mit dem Titelsong „Bloom“. Das Mini-Album enthält fünf Stücke.
Am 13. April 2013 erschien sie in PSYs Musikvideo zu Gentleman.
Im Februar 2015 kündigte Gains Plattenfirma an, dass sie am 12. März 2015 mit ihrem neuen Album "hawwah" zurückkehre, wovon sie die beiden Singles "Paradise Lost" und "Apple ft. Jay Park" veröffentlichte und promotete.

## Fernsehkarriere
Gain spielt in We Got Married mit 2AMs Jo Kwon seit September 2009. Die gespielte Heirat kam nach 15 Monaten im Januar 2011 zu einem Ende.
Ihr Schauspieldebüt hatte sie in der Sitcom All My Love. Sie war die weibliche Hauptperson, „Geumji“. Die Sitcom wurde im Mai 2011 abgesetzt.

## Diskografie

### Mini-Alben
| Step 2/4 | - Released: 8. Oktober 2010 - Label: Nega Network - Format: CD + DVD, Musik-Download | 2   | –   | - KR: N/A    |
| Talk about S | - Released: 5. Oktober 2012 - Label: LOEN Entertainment - Format: CD, Musik-Download | 2   | 9   | - KR: 9,855+ |
| Romantic Spring (with Jo Hyeong-u)                                                                               | - Released: 8. April 2013 - Label: LOEN Entertainment - Format: CD, Musik-Download   | N/A | N/A | - KR: N/A    |
| Hawwah | - Released: 12. März 2015 - Label: LOEN Entertainment - Format: CD, Musik-Download   | 5   | 9   | - KR: 4,300+ |
| "—" markiert Releases die in dieser Region entweder nicht veröffentlicht wurden oder es in die Charts schafften. |                                                                                      |     |     |              |

### Single-Alben
| Must Have LOVE (mit Kim Yong-jun von SG Wannabe)                                                                 | - Released: 16. November 2006 - Label: Nega Network - Format: CD + VCD, Musik-Download | — | — | - KR: N/A |
| "—" markiert Releases die in dieser Region entweder nicht veröffentlicht wurden oder es in die Charts schafften. |                                                                                        |   |   |           |

### Veröffentlichte Singles
| 2006 | "Must Have LOVE" (mit Kim Yong-jun von SG Wannabe)                      | 1   | —  | Must Have LOVE                                |
| 2006 | "Must Have FRIENDS" (mit Kim Yong-jun von SG Wannabe)                   | —   | —  | Must Have LOVE                                |
| 2008 | "결혼 (Marriage)" (mit Choi Jung-chul)                                  | —   | —  | –                                             |
| 2009 | "두근두근 Tomorrow" (Gain, Hyuna, UEE und Han Seung-yeon als 4Tomorrow) | —   | —  | –                                             |
| 2009 | "우리 사랑하게 됐어요 (We Fell In Love)" (mit Jo Kwon von 2AM)          | 1   | —  | –                                             |
| 2010 | "돌이킬 수 없는 (Irreversible)"                                         | 1   | —  | Step 2/4                                      |
| 2010 | "Bad Temper"                                                            | 11  | —  | –                                             |
| 2012 | "너만은 모르길 (For You Not To Know)"                                   | 8   | 9  | Yoon Il Sang 21 Anniversary Album – I'AM 21st |
| 2012 | "다른 사람 품에 안겨서 (Someone Else)" (mit Park Jin-young)             | 2   | 4  | Spring – 5 Songs for 1 New Love               |
| 2012 | "Take Out" (feat. Ra.D)                                                 | 18  | 15 | LOEN TREE: Summer Story                       |
| 2012 | "피어나 (Bloom)"                                                        | 1   | 2  | Talk about S                                  |
| 2012 | "노스텔지아 (Nostalgia)" (feat. Eric Mun von Shinhwa)                   | 26  | 14 | –                                             |
| 2013 | "Brunch" (mit Cho Hyung-woo)                                            | N/A | 36 | Romantic Spring                               |
| "—" markiert Releases die in dieser Region entweder nicht veröffentlicht wurden oder es in die Charts schafften. |                                                                         |     |    |                                               |

### Andere Songs
| 2010 | "Nitchell (Baby-G Mix)"                  | 132 | —  | step 2/4     |
| 2010 | "Tango The Night"                        | 90  | —  | step 2/4     |
| 2010 | "Esperando"                              | 117 | —  | step 2/4     |
| 2010 | "가인(歌人); Gain"                       | 78  | —  | step 2/4     |
| 2010 | "진실 (Truth)"                           | 56  | —  | step 2/4     |
| 2012 | "팅커벨 (Tinkerbell)"                    | 30  | 22 | Talk about S |
| 2012 | "그녀를만나 (Go Meet Her)"               | 33  | 24 | Talk about S |
| 2012 | "시선 (The Gaze)" (feat. Yoon Jong-shin) | 65  | 56 | Talk about S |
| 2012 | "Catch Me If You Can"                    | 84  | 80 | Talk about S |
| "—" markiert Releases die in dieser Region entweder nicht veröffentlicht wurden oder es in die Charts schafften. |                                          |     |    |              |

## Filmografie

### Musikvideo-Auftritte
| Jahr | Song      | Künstler |
| ---- | --------- | -------- |
| 2013 | Gentleman | PSY      |

## Awards

### Jährliche Awards
| Jahr | Award                           | Kategorie                                  | Nominierte Arbeit           | Ergebnis |
| ---- | ------------------------------- | ------------------------------------------ | --------------------------- | -------- |
| 2009 | Cyworld Digital Music Awards    | Song des Monats (Dezember)                 | We Fell in Love mit Jo Kwon | Gewonnen |
| 2010 | Cyworld Digital Music Awards    | Song des Monats (Januar)                   | We Fell in Love mit Jo Kwon | Gewonnen |
| 2010 | Gaon Chart Grand Opening Awards | 1. Januar Woche Digital Chart Allgemein #1 | We Fell in Love mit Jo Kwon | Gewonnen |
| 2010 | Gaon Chart Grand Opening Awards | 2. Januar Woche Digital Chart Allgemein #1 | We Fell in Love mit Jo Kwon | Gewonnen |
| 2010 | Gaon Chart Grand Opening Awards | 3. Januar Woche Digital Chart Allgemein #1 | We Fell in Love mit Jo Kwon | Gewonnen |
| 2010 | Gaon Chart Grand Opening Awards | 4. Januar Woche Ringback tone #1           | We Fell in Love mit Jo Kwon | Gewonnen |
| 2010 | 12th Mnet Asian Music Awards    | Beste Collaboration                        | We Fell in Love mit Jo Kwon | Gewonnen |
| 2010 | MBC Entertainment Awards        | Variety Female Rookie Award                | We Got Married Season 2     | Gewonnen |
| 2010 | MBC Entertainment Awards        | Bestes Pärchen Award mit Jo Kwon           | We Got Married Season 2     | Gewonnen |
| 2012 | 14th Mnet Asian Music Awards    | Musikalischer Stil Award                   |                             | Gewonnen |
| 2013 | 2nd Gaon Chart K-Pop Awards     | Song des Jahres (Oktober)                  | "Bloom"                     | Gewonnen |

### Musik Programm Awards
| Jahr | Awards |
| ---- | --- |
| 2010 | - We Fell in Love (mit Jo Kwon) - 15. Januar KBS 《Music Bank》 K-Chart #1 - 22. Januar KBS 《Music Bank》 K-Chart #1 - Irreversible - 31. Oktober SBS 《Inkigayo》 Mutizen Song |
| 2012 | - Bloom - 18. Oktober Mnet 《M! Countdown》 #1 |